# Print Media Academy

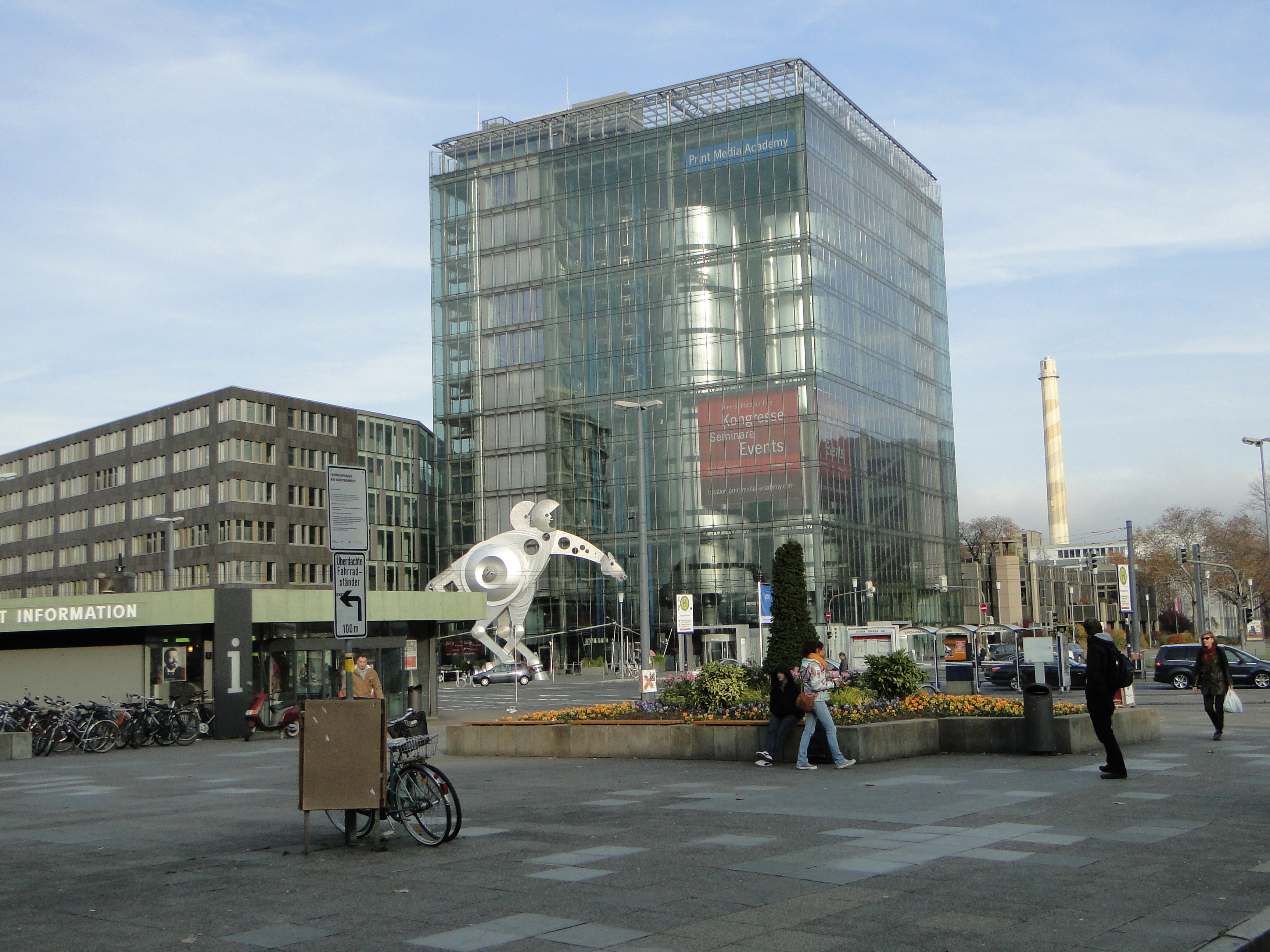
Die Print Media Academy

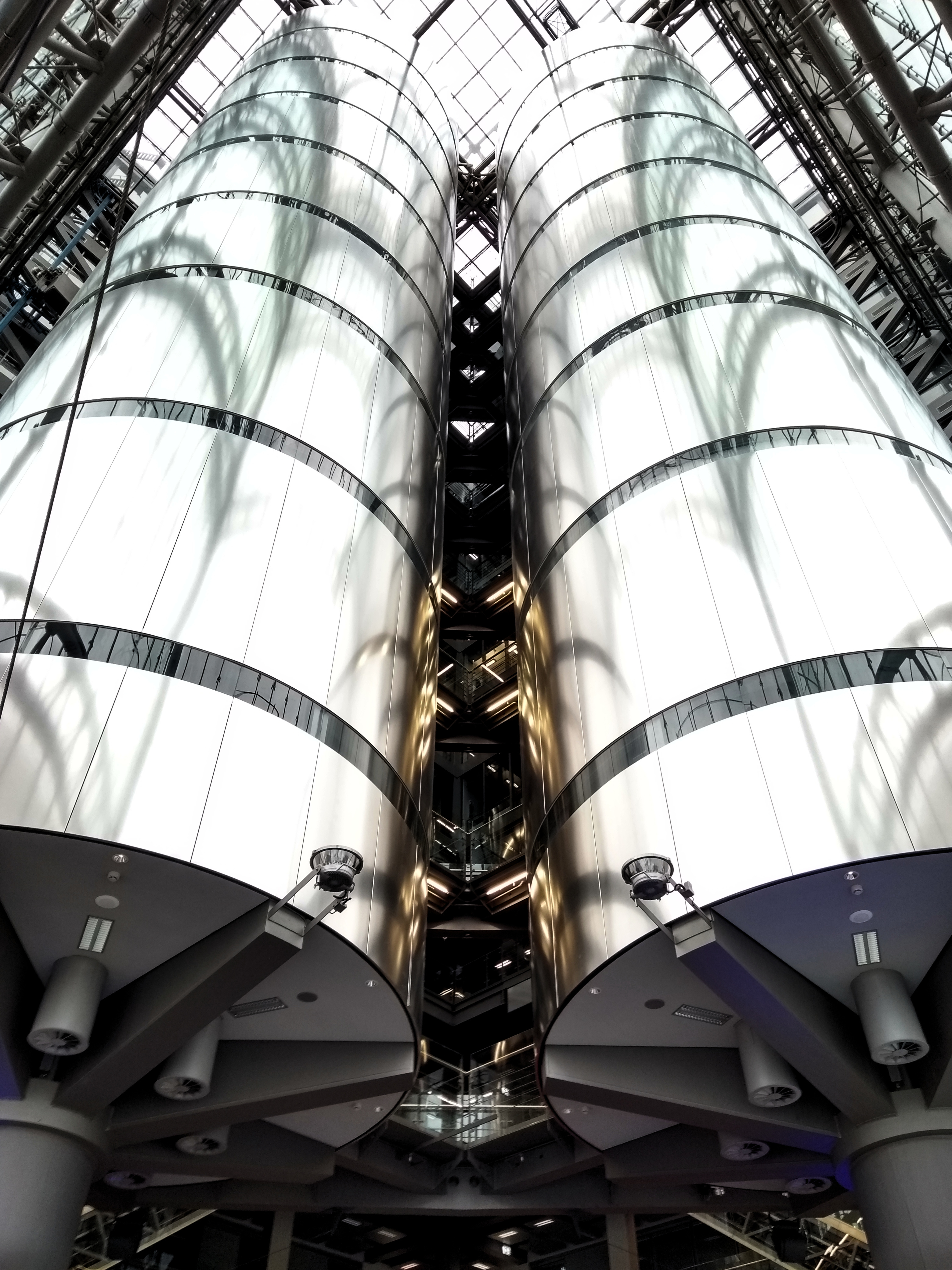
Innenansicht mit den zwei Türmen, welche Druckzylinder symbolisieren sollen und Besprechungsräume beherbergen

Die Print Media Academy (kurz: PMA) ist ein Kongresszentrum mit Büroetagen direkt gegenüber dem Heidelberger Hauptbahnhof. Das Bauwerk ist mit einer Höhe von 50 Metern das vierthöchste Hochhaus in Heidelberg und wurde von 1998 bis 2000 im Auftrag der Heidelberger Druckmaschinen AG gebaut. Es diente als Schulungs-, Trainings- und Veranstaltungsgebäude des Unternehmens und wurde am 14. April 2000 durch Bundeskanzler Gerhard Schröder eingeweiht. Es besitzt eine quadratische Grundfläche von 37 mal 37 Metern und kostete im Bau knapp 80 Millionen Deutsche Mark. Auf dem Vorplatz des Objektes steht das S-Printing Horse, eine der größten Pferdeskulpturen der Welt.
Die Print Media Academy beherbergt 26 Seminarräume und ein Auditorium für 200 Personen, welche für Veranstaltungen und Kongresse gemietet werden können. Auf den Etagen 6 bis 10 befinden sich Büroräume. Im obersten Stockwerk dem 12. Obergeschoss befand sich von 2003 bis 2014 das Restaurant "Schwarz". Danach zog hier das "Level 12" ein, eine Eventlocation, die für Veranstaltungen mit bis zu 180 Personen angemietet werden kann.
Das Gebäude, das die Heidelberger Druckmaschinen AG in der Vergangenheit veräußerte, wurde 2017 durch Heideldruck von der LBBW-Tochter Südleasing zurückgekauft.
2020 zog Heidelberger Druckmaschinen ihre letzten Mitarbeiter aus der Stadt Heidelberg ab. Somit arbeiteten ab dem Rückzug aus der Stadt in der Print Media Academy keine Angestellten des Unternehmens mehr. Im Februar 2021 gab Heidelberger Druckmaschinen den abermaligen Verkauf der PMA an eine nicht näher genannte luxemburgische Investmentgesellschaft bekannt. Der Kaufpreis bewegte sich hierbei in einem niedrigen zweistelligen Millionen-Euro-Bereich. Im September 2024 kaufte der Heidelberger Immobilienunternehmer Hans-Jörg Kraus die Print Media Academy.